# Coupe de France de rugby à XIII 1949-1950
Navigation
Édition précédente Édition suivante
La Coupe de France de rugby à XIII 1949-1950 est la 12e édition de la Coupe de France, compétition à élimination directe mettant aux prises des clubs de rugby à XIII amateurs et professionnels affiliés à la Fédération française de jeu à XIII (aujourd'hui Fédération française de rugby à XIII).

## Phase finale
|  | Huitièmes de finale                     | Huitièmes de finale            | Huitièmes de finale            | Huitièmes de finale            |              |              | Quarts de finale           | Quarts de finale           | Quarts de finale           | Quarts de finale           |  |  | Demi-finales             | Demi-finales             | Demi-finales             | Demi-finales             |  |  | Finale                       | Finale                       | Finale                       | Finale                       |
|  |                                         |                                |                                |                                |              |              |                            |                            |                            |                            |  |  |                          |                          |                          |                          |  |  |                              |                              |                              |                              |
|  | Le 26 février 1950 à Perpignan          | Le 26 février 1950 à Perpignan | Le 26 février 1950 à Perpignan | Le 26 février 1950 à Perpignan |              |              | Le 2 avril 1950 à Toulouse | Le 2 avril 1950 à Toulouse | Le 2 avril 1950 à Toulouse | Le 2 avril 1950 à Toulouse |  |  | Le 7 mai 1950 à Toulouse | Le 7 mai 1950 à Toulouse | Le 7 mai 1950 à Toulouse | Le 7 mai 1950 à Toulouse |  |  | Le 14 mai 1950 à Carcassonne | Le 14 mai 1950 à Carcassonne | Le 14 mai 1950 à Carcassonne | Le 14 mai 1950 à Carcassonne |
|  | XIII Catalan                            | XIII Catalan                   | 44                             | 44                             |              |              | Le 2 avril 1950 à Toulouse | Le 2 avril 1950 à Toulouse | Le 2 avril 1950 à Toulouse | Le 2 avril 1950 à Toulouse |  |  | Le 7 mai 1950 à Toulouse | Le 7 mai 1950 à Toulouse | Le 7 mai 1950 à Toulouse | Le 7 mai 1950 à Toulouse |  |  | Le 14 mai 1950 à Carcassonne | Le 14 mai 1950 à Carcassonne | Le 14 mai 1950 à Carcassonne | Le 14 mai 1950 à Carcassonne |
|  | XIII Catalan                            | XIII Catalan                   | 44                             | 44                             |              |              | Le 2 avril 1950 à Toulouse | Le 2 avril 1950 à Toulouse | Le 2 avril 1950 à Toulouse | Le 2 avril 1950 à Toulouse |  |  | Le 7 mai 1950 à Toulouse | Le 7 mai 1950 à Toulouse | Le 7 mai 1950 à Toulouse | Le 7 mai 1950 à Toulouse |  |  | Le 14 mai 1950 à Carcassonne | Le 14 mai 1950 à Carcassonne | Le 14 mai 1950 à Carcassonne | Le 14 mai 1950 à Carcassonne |
|  | Avignon II                              | Avignon II                     | 13                             | 13                             |              |              | Le 2 avril 1950 à Toulouse | Le 2 avril 1950 à Toulouse | Le 2 avril 1950 à Toulouse | Le 2 avril 1950 à Toulouse |  |  | Le 7 mai 1950 à Toulouse | Le 7 mai 1950 à Toulouse | Le 7 mai 1950 à Toulouse | Le 7 mai 1950 à Toulouse |  |  | Le 14 mai 1950 à Carcassonne | Le 14 mai 1950 à Carcassonne | Le 14 mai 1950 à Carcassonne | Le 14 mai 1950 à Carcassonne |
|  | Avignon II                              | Avignon II                     | 13                             | 13                             | XIII Catalan | XIII Catalan | 24                         | 24                         |                            |                            |  |  | Le 7 mai 1950 à Toulouse | Le 7 mai 1950 à Toulouse | Le 7 mai 1950 à Toulouse | Le 7 mai 1950 à Toulouse |  |  | Le 14 mai 1950 à Carcassonne | Le 14 mai 1950 à Carcassonne | Le 14 mai 1950 à Carcassonne | Le 14 mai 1950 à Carcassonne |
|  | Le 26 février 1950 à Carcassonne        |                                |                                |                                | XIII Catalan | XIII Catalan | 24                         | 24                         |                            |                            |  |  | Le 7 mai 1950 à Toulouse | Le 7 mai 1950 à Toulouse | Le 7 mai 1950 à Toulouse | Le 7 mai 1950 à Toulouse |  |  | Le 14 mai 1950 à Carcassonne | Le 14 mai 1950 à Carcassonne | Le 14 mai 1950 à Carcassonne | Le 14 mai 1950 à Carcassonne |
|  |                                         |                                | Lézignan                       | Lézignan                       | 5            | 5            |                            |                            |                            |                            |  |  | Le 7 mai 1950 à Toulouse | Le 7 mai 1950 à Toulouse | Le 7 mai 1950 à Toulouse | Le 7 mai 1950 à Toulouse |  |  | Le 14 mai 1950 à Carcassonne | Le 14 mai 1950 à Carcassonne | Le 14 mai 1950 à Carcassonne | Le 14 mai 1950 à Carcassonne |
|  | Lézignan                                | Lézignan                       | Lézignan                       | Lézignan                       | 5            | 5            | 3                          | 3                          |                            |                            |  |  | Le 7 mai 1950 à Toulouse | Le 7 mai 1950 à Toulouse | Le 7 mai 1950 à Toulouse | Le 7 mai 1950 à Toulouse |  |  | Le 14 mai 1950 à Carcassonne | Le 14 mai 1950 à Carcassonne | Le 14 mai 1950 à Carcassonne | Le 14 mai 1950 à Carcassonne |
|  | Lézignan                                | Lézignan                       | Le 2 avril 1950 à Perpignan    |                                |              |              | 3                          | 3                          |                            |                            |  |  | Le 7 mai 1950 à Toulouse | Le 7 mai 1950 à Toulouse | Le 7 mai 1950 à Toulouse | Le 7 mai 1950 à Toulouse |  |  | Le 14 mai 1950 à Carcassonne | Le 14 mai 1950 à Carcassonne | Le 14 mai 1950 à Carcassonne | Le 14 mai 1950 à Carcassonne |
|  | Bordeaux                                | Bordeaux                       | 0                              | 0                              |              |              |                            |                            |                            |                            |  |  | Le 7 mai 1950 à Toulouse | Le 7 mai 1950 à Toulouse | Le 7 mai 1950 à Toulouse | Le 7 mai 1950 à Toulouse |  |  | Le 14 mai 1950 à Carcassonne | Le 14 mai 1950 à Carcassonne | Le 14 mai 1950 à Carcassonne | Le 14 mai 1950 à Carcassonne |
|  | Bordeaux                                | Bordeaux                       | 0                              | 0                              | XIII Catalan | XIII Catalan | 32                         | 32                         |                            |                            |  |  |                          |                          |                          |                          |  |  | Le 14 mai 1950 à Carcassonne | Le 14 mai 1950 à Carcassonne | Le 14 mai 1950 à Carcassonne | Le 14 mai 1950 à Carcassonne |
|  | Le 26 février 1950 à Albi               |                                |                                |                                | XIII Catalan | XIII Catalan | 32                         | 32                         |                            |                            |  |  |                          |                          |                          |                          |  |  | Le 14 mai 1950 à Carcassonne | Le 14 mai 1950 à Carcassonne | Le 14 mai 1950 à Carcassonne | Le 14 mai 1950 à Carcassonne |
|  |                                         |                                | Cavaillon                      | Cavaillon                      | 14           | 14           |                            |                            |                            |                            |  |  |                          |                          |                          |                          |  |  | Le 14 mai 1950 à Carcassonne | Le 14 mai 1950 à Carcassonne | Le 14 mai 1950 à Carcassonne | Le 14 mai 1950 à Carcassonne |
|  | Cavaillon                               | Cavaillon                      | Cavaillon                      | Cavaillon                      | 14           | 14           | 0,                         | 0,                         |                            |                            |  |  |                          |                          |                          |                          |  |  | Le 14 mai 1950 à Carcassonne | Le 14 mai 1950 à Carcassonne | Le 14 mai 1950 à Carcassonne | Le 14 mai 1950 à Carcassonne |
|  | Cavaillon                               | Cavaillon                      |                                |                                |              |              |                            | 0,                         |                            |                            |  |  |                          |                          |                          |                          |  |  | Le 14 mai 1950 à Carcassonne | Le 14 mai 1950 à Carcassonne | Le 14 mai 1950 à Carcassonne | Le 14 mai 1950 à Carcassonne |
|  | Toulouse                                | Toulouse                       | 2                              | 2                              |              |              |                            |                            |                            |                            |  |  |                          |                          |                          |                          |  |  | Le 14 mai 1950 à Carcassonne | Le 14 mai 1950 à Carcassonne | Le 14 mai 1950 à Carcassonne | Le 14 mai 1950 à Carcassonne |
|  | Toulouse                                | Toulouse                       | 2                              | 2                              | Cavaillon    | Cavaillon    | 8                          | 8                          |                            |                            |  |  |                          |                          |                          |                          |  |  | Le 14 mai 1950 à Carcassonne | Le 14 mai 1950 à Carcassonne | Le 14 mai 1950 à Carcassonne | Le 14 mai 1950 à Carcassonne |
|  | Le 26 février 1950 à Arcachon           |                                |                                |                                | Cavaillon    | Cavaillon    | 8                          | 8                          |                            |                            |  |  |                          |                          |                          |                          |  |  | Le 14 mai 1950 à Carcassonne | Le 14 mai 1950 à Carcassonne | Le 14 mai 1950 à Carcassonne | Le 14 mai 1950 à Carcassonne |
|  |                                         |                                | Libourne                       | Libourne                       | 3            | 3            |                            |                            |                            |                            |  |  |                          |                          |                          |                          |  |  | Le 14 mai 1950 à Carcassonne | Le 14 mai 1950 à Carcassonne | Le 14 mai 1950 à Carcassonne | Le 14 mai 1950 à Carcassonne |
|  | Libourne                                | Libourne                       | Libourne                       | Libourne                       | 3            | 3            | 17                         | 17                         |                            |                            |  |  |                          |                          |                          |                          |  |  | Le 14 mai 1950 à Carcassonne | Le 14 mai 1950 à Carcassonne | Le 14 mai 1950 à Carcassonne | Le 14 mai 1950 à Carcassonne |
|  | Libourne                                | Libourne                       | Le 2 avril 1950 à Grenoble     |                                |              |              | 17                         | 17                         |                            |                            |  |  |                          |                          |                          |                          |  |  | Le 14 mai 1950 à Carcassonne | Le 14 mai 1950 à Carcassonne | Le 14 mai 1950 à Carcassonne | Le 14 mai 1950 à Carcassonne |
|  | Lavardac                                | Lavardac                       | 5                              | 5                              |              |              |                            |                            |                            |                            |  |  |                          |                          |                          |                          |  |  | Le 14 mai 1950 à Carcassonne | Le 14 mai 1950 à Carcassonne | Le 14 mai 1950 à Carcassonne | Le 14 mai 1950 à Carcassonne |
|  | Lavardac                                | Lavardac                       | 5                              | 5                              | XIII Catalan | XIII Catalan | 12                         | 12                         |                            |                            |  |  |                          |                          |                          |                          |  |  |                              |                              |                              |                              |
|  | Le 26 février 1950 à Perpignan          |                                |                                |                                | XIII Catalan | XIII Catalan | 12                         | 12                         |                            |                            |  |  |                          |                          |                          |                          |  |  |                              |                              |                              |                              |
|  |                                         |                                | Lyon                           | Lyon                           | 5            | 5            |                            |                            |                            |                            |  |  |                          |                          |                          |                          |  |  |                              |                              |                              |                              |
|  | Lyon                                    | Lyon                           | Lyon                           | Lyon                           | 5            | 5            | 13                         | 13                         |                            |                            |  |  |                          |                          |                          |                          |  |  |                              |                              |                              |                              |
|  | Lyon                                    | Lyon                           |                                |                                |              |              |                            | 13                         |                            |                            |  |  |                          |                          |                          |                          |  |  |                              |                              |                              |                              |
|  | Carcassonne                             | Carcassonne                    | 8                              | 8                              |              |              |                            |                            |                            |                            |  |  |                          |                          |                          |                          |  |  |                              |                              |                              |                              |
|  | Carcassonne                             | Carcassonne                    | 8                              | 8                              | Lyon         | Lyon         | 8                          | 8                          |                            |                            |  |  |                          |                          |                          |                          |  |  |                              |                              |                              |                              |
|  | Le ? à ?                                |                                |                                |                                | Lyon         | Lyon         | 8                          | 8                          |                            |                            |  |  |                          |                          |                          |                          |  |  |                              |                              |                              |                              |
|  |                                         |                                | Avignon                        | Avignon                        | 0            | 0            |                            |                            |                            |                            |  |  |                          |                          |                          |                          |  |  |                              |                              |                              |                              |
|  | Avignon                                 | Avignon                        | Avignon                        | Avignon                        | 0            | 0            | ?                          | ?                          |                            |                            |  |  |                          |                          |                          |                          |  |  |                              |                              |                              |                              |
|  | Avignon                                 | Avignon                        | Le 2 avril 1950 à Albi         |                                |              |              | ?                          | ?                          |                            |                            |  |  |                          |                          |                          |                          |  |  |                              |                              |                              |                              |
|  | ?                                       | ?                              | ?                              | ?                              |              |              |                            |                            |                            |                            |  |  |                          |                          |                          |                          |  |  |                              |                              |                              |                              |
|  | ?                                       | ?                              | ?                              | ?                              | Lyon         | Lyon         | ?                          | ?                          |                            |                            |  |  |                          |                          |                          |                          |  |  |                              |                              |                              |                              |
|  | Le 26 février 1950 à Lyon               |                                |                                |                                | Lyon         | Lyon         | ?                          | ?                          |                            |                            |  |  |                          |                          |                          |                          |  |  |                              |                              |                              |                              |
|  |                                         |                                | Marseille                      | Marseille                      | ?            | ?            |                            |                            |                            |                            |  |  |                          |                          |                          |                          |  |  |                              |                              |                              |                              |
|  | Marseille                               | Marseille                      | Marseille                      | Marseille                      | ?            | ?            | 7                          | 7                          |                            |                            |  |  |                          |                          |                          |                          |  |  |                              |                              |                              |                              |
|  | Marseille                               | Marseille                      |                                |                                |              |              |                            | 7                          |                            |                            |  |  |                          |                          |                          |                          |  |  |                              |                              |                              |                              |
|  | Villeneuve-sur-Lot                      | Villeneuve-sur-Lot             | 0                              | 0                              |              |              |                            |                            |                            |                            |  |  |                          |                          |                          |                          |  |  |                              |                              |                              |                              |
|  | Villeneuve-sur-Lot                      | Villeneuve-sur-Lot             | 0                              | 0                              | Marseille    | Marseille    | 24                         | 24                         |                            |                            |  |  |                          |                          |                          |                          |  |  |                              |                              |                              |                              |
|  | Le 26 février 1950 à Villeneuve-sur-Lot |                                |                                |                                | Marseille    | Marseille    | 24                         | 24                         |                            |                            |  |  |                          |                          |                          |                          |  |  |                              |                              |                              |                              |
|  |                                         |                                | Arcachon                       | Arcachon                       | 10           | 10           |                            |                            |                            |                            |  |  |                          |                          |                          |                          |  |  |                              |                              |                              |                              |
|  | Arcachon                                | Arcachon                       | Arcachon                       | Arcachon                       | 10           | 10           | 19                         | 19                         |                            |                            |  |  |                          |                          |                          |                          |  |  |                              |                              |                              |                              |
|  | Arcachon                                | Arcachon                       |                                |                                |              |              |                            | 19                         |                            |                            |  |  |                          |                          |                          |                          |  |  |                              |                              |                              |                              |
|  | Albi                                    | Albi                           | 11                             | 11                             |              |              |                            |                            |                            |                            |  |  |                          |                          |                          |                          |  |  |                              |                              |                              |                              |
|  | Albi                                    | Albi                           | 11                             | 11                             |              |              |                            |                            |                            |                            |  |  |                          |                          |                          |                          |  |  |                              |                              |                              |                              |
|  |                                         |                                |                                |                                |              |              |                            |                            |                            |                            |  |  |                          |                          |                          |                          |  |  |                              |                              |                              |                              |

## Finale - 14 mai 1950
(mt : 4 - 5)
Points marqués :
- XIII Catalan  : 2 essais de Gazé et Comes ; 1 transformation de Comes ;2 pénalités de Comes (?).
- Lyon : 1 essai de Montrucolis ; 1 pénalité de Comes.

Arbitre : M. Dobson (Angleterre)
Évolution du score : 2-0, 2-2, 2-5, 4-5 (mi-temps) ... ?
Spectateurs : 13 500
Composition des équipes :
- XIII Catalan : Lucien Malafosse - Frédéric Trescazes, Jep Maso, Gaston Comes, Francis Thubert - Paul Dejean (o), Irénée Carrère (m) - Gazé, Lucien Barris, Jean Roig, Borras, Ambroise Ulma, Marcel Piques - Entraîneur : Roger Ramis
- Lyon : Maurice Bellan - Antoine Lécuyer, Joseph Crespo, Georges Rascol, Lopez - Pierre Taillantou (o), René Lhoste (m) - Élie Brousse, François Montrucolis, René Duffort, Vincent Martimpé-Gallart, Abadie, Jean Audoubert - Entraîneur :